# Вант-Гофф (місячний кратер)
Кра́тер Вант-Гофф (лат. Van't Hoff) — великий метеоритний кратер у північній півкулі зворотного боку Місяця. Назву присвоєно на честь нідерландського хіміка, першого лауреата Нобелівської премії з хімії, Якоба Гендріка Вант-Гоффа (1852—1911) й затверджено Міжнародним астрономічним союзом у 1970 році. Утворення кратера відбулося у донектарському періоді.

## Опис кратера
Найближчими сусідами кратера є кратер Стеббінс на північному заході; кратер Дайсон на сході і кратер Біркгофф на південному заході . Селенографічні координати центра кратера 61°45′ пн. ш. 132°41′ зх. д. / 61.75° пн. ш. 132.68° зх. д., діаметр 107,3 км, глибина 2,8 км.
Вал кратера значно зруйнований, форма кратера порушена наступними імпактами. Ширина внутрішнього схилу в західній частині незвично велика, можливо, ця ділянка перекрита породами, викинутими при утворенні сусідніх кратерів. Східна частина кратера об’єднана з декількома меншими кратерами, утворюючи значний виступ. Південно-східна частина валу перекрита парою кратерів. До східної частини кратера прилягає долина, що носить неофіційну назву «долина Вант-Гоффа». Висота валу над навколишньою місцевістю 1430 м, об’єм кратера становить приблизно 8200 км³. Дно чаші кратера порівняно рівне, відзначене безліччю кратерів різного розміру, у південно-східній частині чаші має місце пониження місцевості, спрямоване до центра кратера.

## Сателітні кратери
| Вант-Гофф | Координати                                                  | Діаметр, км |
| --------- | ----------------------------------------------------------- | ----------- |
| F         | 61°11′ пн. ш. 126°47′ зх. д. / 61.18° пн. ш. 126.78° зх. д. | 45,2        |
| M         | 56°25′ пн. ш. 132°31′ зх. д. / 56.41° пн. ш. 132.51° зх. д. | 40,0        |
| N         | 57°37′ пн. ш. 132°53′ зх. д. / 57.62° пн. ш. 132.88° зх. д. | 47,0        |

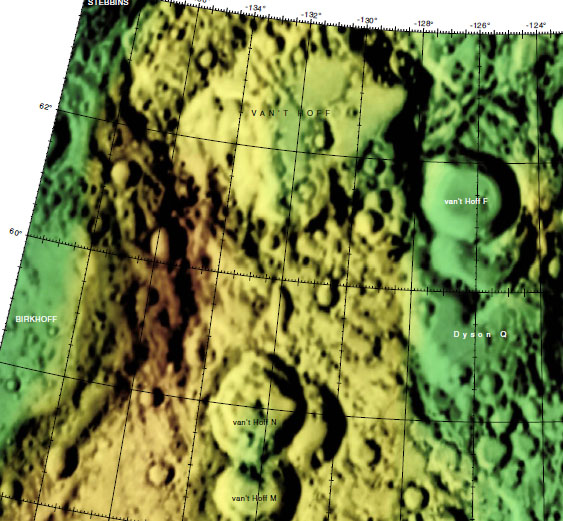
Фрагмент мапи LAC-20

- Утворення сателітного кратера Вант-Гофф F відбулося у пізньоімбрійському періоді[4].
- Утворення сателітного кратера Вант-Гофф M відбулося у нектарському періоді[4].
- Утворення сателітного кратера Вант-Гофф N відбулося у ранньоімбрійському періоді[4].